# Che Wej-tung
Che Wej-tung (čínsky pchin-jinem Hé Wèidōng, znaky zjednodušené 何卫东; * květen 1957) je čínský komunistický voják a politik, místopředseda ústřední vojenské komise Komunistické strany Číny a člen politbyra ústředního výboru KS Číny (obojí od 2022) a také místopředseda ústřední vojenské komise Čínské lidové republiky (od 2023). Předtím působil ve Společném operačním velitelském centru Ústřední vojenské komise (2022), velel Východnímu válčišti (2019–2022) a zastával funkci velitele pozemních sil a zástupce velitele Západního válčiště (2016–2019). V Čínské lidové osvobozenecké armádě slouží od roku 1972.

## Život
Che Wej-tung se narodil v červenci 1950 v Nan-pchingu, prefektuře na severu provincie Fu-ťien. Po ukončení střední školy roku 1972 nastoupil do Čínské lidové osvobozenecké armády (ČLOA) a roku 1978 vstoupil do Komunistické strany Číny. Sloužil ve 31. armádě dislokované ve Fu-ťienu jako voják průzkumného oddílu, v roce 1981 absolvoval armádní velitelskou školu v Nankingu, poté pokračoval ve službě jako štábní důstojník průzkumu, instruktor, zástupce náčelníka a náčelník průzkumného praporu; náčelník štábu divize, velitel brigády a velitel divize. Studoval na Národní univerzitě obranných technologií.
V červnu 2007 se stal náčelníkem štábu 31. armády. Roku 2008 byl povýšen na generálmajora. V lednu 2013 byl jmenován zástupcem náčelníka štábu Nankingského vojenského okruhu, už v červenci 2013 se stal velitelem vojenské oblasti Ťiang-su, v březnu 2014 převzal velení nad šanghajskou posádkou. V červenci 2016 byl převelen do funkce velitele pozemních sil a zástupce velitele Západního válčiště. V červenci 2017 byl povýšen do hodnosti generálporučíka a v únoru 2018 zvolen poslancem Všečínského shromáždění lidových zástupců. V září 2019 byl povýšen na velitele Východního válčiště, kde nahradil Liou Jüe-ťüna, a v prosinci téhož roku povýšen na generálplukovníka. V lednu 2022 předal velení nad Východním válčištěm Lin Siang-jangovi a nadále působil ve Společném operačním velitelském centru Ústřední vojenské komise.
Na XX. sjezdu KS Číny v říjnu 2022 byl zvolen členem ústředního výboru, načež ho ústřední výbor zvolil členem politbyra a místopředsedou ústřední vojenské komise KS Číny. V březnu 2013 byl pak jmenován i místopředsedou ústřední vojenské komise Čínské lidové republiky.
Do funkce místopředsedy ústřední vojenské komise ho – s neobvyklou rychlostí, kdy přeskočil starší generály, – vyzdvihl Si Ťin-pching, se kterým se zná z 90. let, kdy oba sloužili a pracovali ve Fu-ťienu.